# Lano
Lano (in corso Lanu) è un comune francese di 23 abitanti situato nel dipartimento dell'Alta Corsica nella regione della Corsica.

## Monumenti e luoghi d'interesse
La Chiesa di Saint-Clément, romanica rimaneggiata nel XVIII secolo, è protetta come monumento storico.

## Società

### Evoluzione demografica
Abitanti censiti